# Утіда Мікі
Утіда Мікі (21 лютого 1995) — японська плавчиня.
Учасниця Олімпійських Ігор 2012, 2016 років.
Призерка Чемпіонату світу з плавання на короткій воді 2014 року.
Призерка Пантихоокеанського чемпіонату з плавання 2014 року.